# Egon Bondy
Egon Bondy, pseudonimo di Zbyněk Fišer (Praga, 20 gennaio 1930 – Bratislava, 9 aprile 2007), è stato uno scrittore e poeta ceco.

## Biografia
Principale esponente dell'underground ceco, movimento simile, ma precedente, alla beat generation americana. Negli anni Settanta e Ottanta fu guru filosofico del movimento. Diverse sue poesie sono state messe in musica dai Plastic People of the Universe. È uno dei tre protagonisti, insieme all'artista Vladimír Boudník e allo scrittore Bohumil Hrabal, della biografia che Hrabal scrisse per Boudnik, pubblicata nel 1981 con il titolo "Un tenero barbaro".

## Opere
- Básnické dílo Egona Bondyho, a cura di M. Machovec, I-IX, Praha, 1989-1993

Edizioni italiane
- Fratelli invalidi; traduzione dal ceco di Andrea Ferrario, Milano, 1993

## Citazioni
- “Ho visto due persone con l'impronta del pollice divino sulla fronte. Vladimír e Egon Bondy. Due vanti del pensiero materialistico, due Cristi travestiti da Lenin, due romantici che avevano avuto in sorte di poter esaminare il fondo retinico della Biblioteca Nazionale a venticinque anni”, Bohumil Hrabal, Un tenero barbaro. Testi pedagogici, Idem, Opere scelte, a cura di S. Corduas e A. Cosentino, Milano, 2003, p. 1134.
- “A differenza del dissenso che “non faceva che versare lacrime e piangere sul proprio destino, sulle proprie carriere spezzate che dovevano culminare dopo il 1968 perché erano tutte persone che negli anni precedenti avevano profittato di quello stesso regime comunista..., l'underground si rallegrava perché non aveva niente da perdere. L'underground erano tutti ragazzi che lavoravano manualmente, che socialmente non potevano scendere più in basso” (E. Bondy).